# Mount Sibiryakov
Mount Sibiryakov är ett berg i Antarktis. Det ligger i Östantarktis. Australien gör anspråk på området. Toppen på Mount Sibiryakov är 963 meter över havet.
Terrängen runt Mount Sibiryakov är lite kuperad. Trakten är obefolkad. Det finns inga samhällen i närheten.